# Love Drunk (canção)
"Love Drunk" é uma canção da banda americana Boys Like Girls, lançada como primeiro single do segundo álbum de estúdio da banda, de mesmo nome. "Love Drunk" estreou no MySpace e foi lançada via iTunes em 30 de junho de 2009, mas só foi disponibilizado nas rádios dos Estados Unidos em 7 de julho de 2009. O videoclipe de "Love Drunk" começou a ser filmado em 29 de junho de 2009 e conta com a participação da cantora e atriz Ashley Tisdale.
A canção posicionou nas paradas musicais da Austrália, Canadá, Nova Zelândia e Estados Unidos.

## Recepção da crítica
No portal About.com, "Love Drunk" foi avaliada pelo crítico musical Bill Lamb com quatro estrelas e meia em um máximo de cinco. Lamb afirmou que a canção seria "possivelmente o hit pop punk de 2009". Jon Caramanica, do The New York Times, comparou a canção com "Somebody Told Me", dos The Killers, enquanto Zach Solomon-Beloin, do BlogCritics, elogiou a canção, dizendo que "sabia que algo estava vindo, mas não dessa magnitude".

## Paradas musicais
| Parada (2009)             | Melhor posição |
| ------------------------- | -------------- |
| Australian Singles Chart  | 51             |
| Canadian Hot 100          | 32             |
| New Zealand Singles Chart | 26             |
| Billboard Hot 100         | 22             |
| Billboard Pop 100         | 8              |